# Couronne de Skanderbeg
La couronne ou casque de Skanderbeg est un objet associé au héros national albanais Gjergj Kastriot Skanderbeg, aujourd'hui conservé au Weltmuseum Wien de Vienne.
Il s'agit d'un casque de métal blanc surmonté d'une tête de chèvre en bronze doré. Le casque est entouré d'une bande de cuivre doré portant l'inscription in pe ra to re bt, chaque paire de lettres étant séparée des autres par des roses dorées. L'inscription, adressée à Skanderbeg lui-même, signifie « Iesus Nazarenus Principi Emathie Regi Albaiae Terrori Osmanorum Regi Epirotarum Benedictat Te » (« Jésus de Nazareth te bénisse, prince de Mat, roi d'Albanie, terreur des Ottomans, roi d'Épire »).
Après l'occupation de l'Albanie par les Ottomans, la couronne est emportée hors du pays par la famille Kastrioti. Elle aboutit dans les collections de la famille Habsbourg. En 1931, le roi Zog d'Albanie, héritier autoproclamé de Skanderbeg, tente de racheter la couronne à l'Autriche, sans succès.
La couronne apparaît sur les armoiries de l'Albanie, surmontant l'aigle bicéphale noir ; par le passé, le drapeau du pays reprenait ce même motif. Elle orne également la médaille de l'ordre de Skanderbeg.